# Hypnum mertensii
Hypnum mertensii là một loài Rêu trong họ Hypnaceae. Loài này được Weinm. mô tả khoa học đầu tiên năm 1845.